# Sabine Rutlauka
Sabine Rutlauka (* 11. Oktober 2002) ist eine lettische Tennisspielerin.

## Karriere
Rutlauka spielt bislang überwiegend ITF-Turniere, bei denen sie bislang einen Titel im Einzel gewann.
Ihr bislang letztes internationale Turnier spielte Rutlauka im Juli 2021. Sie wird daher nicht mehr in der Weltrangliste geführt.

## Turniersiege

### Einzel
| Nr. | Datum            | Turnier             | Kategorie | Belag     | Finalgegnerin  | Ergebnis       |
| --- | ---------------- | ------------------- | --------- | --------- | -------------- | -------------- |
| 1.  | 28. Februar 2021 | Scharm asch-Schaich | ITF W15   | Hartplatz | Svenja Ochsner | 6:74, 7:5, 7:5 |